# 朱琳源
朱琳源（1646年8月9日 -1646年9月9日），明紹宗朱聿鍵長子、母孝毅襄皇后曾氏。隆武二年六月二十八日（1646年8月9日）出生，同年八月去世，追諡為莊敬太子，所據不詳，疑誤，前已有明世宗第二子莊敬太子朱载𡓝。